# Nowy Las (województwo opolskie)
Nowy Las (niem. Neuwalde) – wieś w Polsce położona w województwie opolskim, w powiecie nyskim, w gminie Głuchołazy. 
W latach 1945-54 siedziba gminy Nowy Las. W latach 1975–1998 miejscowość administracyjnie należała do ówczesnego województwa opolskiego.
Wioska sąsiaduje ze wsią Stary Las. W Nowym Lesie działa świetlica wiejska oraz biblioteka.

## Zabytki
Do wojewódzkiego rejestru zabytków wpisany jest:
- kościół par. pw. św. Jadwigi Śląskiej, z 1823 r., 1849 r. (wypis z księgi rejestru)

Do parafii Nowy Las przynależy sąsiednia wioska Charbielin; znajduje się tam kościół filialny pw. św. Jana Chrzciciela.

## Turystyka
15 lipca 2010, w ramach organizowanego w Prudniku VI Europejskiego Tygodnia Turystyki Rowerowej, w którym wzięli udział rowerzyści z całej Europy, przez Nowy Las prowadziła trasa „Szlakiem błogosławionej Marii Luizy Merkert”.